# Lee Kerslake
Lee Kerslake (Winton, 16 april 1947 - 19 september 2020) was een Engelse muzikant, die vooral bekend werd als drummer en achtergrondzanger van de rockband Uriah Heep en zijn samenwerking met Ozzy Osbourne begin jaren tachtig.

## Biografie
Kerslake speelde aan het einde van de jaren '60 tot begin jaren '70 in band genaamd The Gods, zij gaven drie albums uit. Vervolgens stapte hij in november 1971 over naar Uriah Heep om deze band in 1979 weer te verlaten en in april 1982 terug te keren. Hij speelde ook op de solo-albums van David Byron en Ken Hensley. Op het album Firefly werd hij Lee "The Bear" Kerslake genoemd. Deze bijnaam kreeg hij vanwege zijn baardgroei en zijn stevige bouw.
Eind 2018 kreeg hij te horen dat hij terminale kanker had, hij overleed eind zomer 2020.

## Discografie

### Met The Gods
- Genesis (1968)
- To Samuel a Son (1969)
- The Gods Featuring Ken Hensley (1976)
- Gods

### MetHead Machine
- Orgasm (1970)

### MetToe Fat
- Toe Fat (1970)

### MetNational Head Band
- Albert One (1971)

### Met Uriah Heep
- Demons and Wizards (1972)
- The Magician's Birthday (1972)
- Uriah Heep Live (1973)
- Sweet Freedom (1973)
- Wonderworld (1974)
- Return to Fantasy (1975)
- High and Mighty (1976)
- Firefly (1977)
- Innocent Victim (1977)
- Fallen Angel (1978)
- Abominog (1982)
- Head First (1983)
- Equator (1985)
- Live at Shepperton '74 (1986) – opgenomen 1974
- Live in Europe 1979 (1986) – opgenomen 1979
- Live in Moscow (1988)
- Raging Silence (1989)
- Different World (1991)
- Sea of Light (1995)
- Spellbinder Live (1996)
- King Biscuit Flower Hour Presents in Concert (1997) – opgenomen 1974
- Sonic Origami (1998)
- Future Echoes of the Past (2000)
- Acoustically Driven (2001)
- Electrically Driven (2001)
- The Magician's Birthday Party (2002)
- Live in the USA (2003)
- Magic Night (2004)
- Between Two Worlds (2005)

### Met Ken Hensley
- Proud Words on a Dusty Shelf (1973)

### Met David Byron
- Take No Prisoners (1975)
- Man of Yesterdays: The Anthology

### Met Ozzy Osbourne
- Blizzard of Ozz (1980)
- Diary of a Madman (1981)
- Tribute (1987) (op twee nummers)
- The Ozzman Cometh (1997)

### MetLiving Loud
- Living Loud (2003/04)
- Live in Sydney 2004 (2005, 2CD/DVD)

### MetBerggren Kerslake Band
- The Sun Has Gone Hazy (2014)

- Bibliothèque nationale de France: cb14590921w (data)
- Gemeinsame Normdatei: 134425332
- International Standard Name Identifier: 0000 0001 1946 7135
- Library of Congress Control Number: no2002041797
- MusicBrainz: ad9ec5c1-f84a-42b6-a0c1-9c4606827d05
- Nationale Bibliotheek van Tsjechië: xx0181312
- Système universitaire de documentation: 162199716
- Virtual International Authority File: 12553403
- WorldCat: E39PBJdRxPxxx8DPVKV86mTGpP